# Звёздные войны: Новая надежда (саундтрек)
Звёздные войны (саундтрек) (англ. Star Wars (Original Motion Picture Soundtrack)), впоследствии выпущенный под названием Звёздные войны: Новая надежда (саундтрек) — саундтрек к фильму «Звёздные войны. Эпизод IV: Новая надежда» 1977 года, созданный Джоном Уильямсом и исполненный Лондонским симфоническим оркестром под управлением автора. Музыка была записана за восемь сессий в студии Anvil в Денхеме, Англия, 5, 8-12, 15 и 16 марта 1977 года и оркестрована частым партнёром Уильямса Гербертом Спенсером, который также позже оркестровал музыку для «Империи наносит ответный удар» и «Возвращению Джедая». Музыка была записана инженером Эриком Томлинсоном и отмонтажированна Кеннетом Уоннбергом, а партитуры были спродюсированы режиссером Новой надежды Джорджем Лукасом и под руководством Лайонела Ньюмана, руководителя музыкального отдела 20th Century Fox.
Альбом саундтрека был выпущен 20th Century Records как двойной LP в США в июне 1977 года. Главная тема альбома достигло 10-го места в Billboard Hot 100, а диско-версия темы фильма от Meco стала синглом номер один в США в октябре 1977 года. Альбом саундтрека стал сертифицированным золотым и платиновым Американская ассоциация звукозаписывающих компаний и получил множество наград, в том числе премии «Оскар», «Золотой глобус», BAFTA и «Грэмми» в категории «Лучшая музыка к фильму и саундтрек». В 2004 году он был сохранен Библиотекой Конгресса в Национальном реестре аудиозаписей, назвав его «значимым в культурном, историческом или эстетическом отношении». В 2005 году Американский институт киноискусства назвал оригинальный саундтрек из «Звёздных войн» самым запоминающимся за всю историю американского фильма.
В 2016 году альбом был переиздан Sony Classical Records на виниле, CD и цифровых форматах вместе с другими саундтреками Уильямса к «Звёздным войнам». Walt Disney Records ремастировал и переиздал саундтрек на виниловый LP 1 декабря 2017 года, а также к CD и цифровым форматам 4 мая 2018 года.

## Оригинальный выпуск 1977 года
Оригинальный выпуск саундтрека 1977 года под названием «Звёздные войны (саундтрек)» (англ. Star Wars - Original Soundtrack) включал в себя плакат с картиной художника-фантаста Джона Берки, изображающий финальную битву за Звезду смерти из конца фильма. Альбом был выпущен в формате двух виниловых дисков, которые были заранее приспособлены для проигрывателей с автоматической сменой дисков; при этом на первой пластинке были записаны музыка со сторон 1 и 4, а на второй — музыка со сторон 2 и 3. Такой подход позволял установить человеку оба диска на проигрыватель, и необходимость их ручного переворота возникала лишь после получаса непрерывного прослушивания музыки.

### Трэк-лист
Первый релиз на LP от 20th Century Records. Для оригинального саундтрека Уильямс выбрал 75 минут музыки из 88 минут. Чтобы обеспечить музыкальное разнообразие, он не следовал хронологическому порядку фильма.
Этот трек-лист также публикуется в LP-релизе Sony Classical в 2016 году, а также в LP и CD-релизах Walt Disney Records в 2017 и 2018 годах соответственно.
| №  | Название                           | Длительность |
| -- | ---------------------------------- | ------------ |
| 1. | «Main Title»                       | 5:20         |
| 2. | «Imperial Attack»                  | 6:10         |
| 3. | «Princess Leia’s Theme»            | 4:18         |
| 4. | «The Desert and the Robot Auction» | 2:51         |

| №  | Название                             | Длительность |
| -- | ------------------------------------ | ------------ |
| 5. | «Ben’s Death and TIE Fighter Attack» | 3:46         |
| 6. | «The Little People Work»             | 4:02         |
| 7. | «Rescue of the Princess»             | 4:46         |
| 8. | «Inner City»                         | 4:12         |
| 9. | «Cantina Band»                       | 2:44         |

| №   | Название                       | Длительность |
| --- | ------------------------------ | ------------ |
| 10. | «The Land of the Sandpeople»   | 2:50         |
| 11. | «Mouse Robot and Blasting Off» | 4:01         |
| 12. | «The Return Home»              | 2:46         |
| 13. | «The Walls Converge»           | 4:31         |
| 14. | «The Princess Appears»         | 4:04         |

| №   | Название                        | Длительность |
| --- | ------------------------------- | ------------ |
| 15. | «The Last Battle»               | 12:05        |
| 16. | «The Throne Room and End Title» | 5:28         |

Общее время: 74:58

### Персонал
Первые скрипки
Невилл Тавил (ведущий концертмейстер), Робин Студт (концертмейстер), Ирвин Ардитти (концертмейстер), Б. Томас (заместитель концертмейстера), Стэнли Касл, Сидни Колтер, Деннис Гейнс, Роберт Реталлик, К. Рувим, Норман Фриман, Макс Вебер, Робин Брайтман, Брайан Гоултон
Вторые скрипки
Уорик Хилл (концертмейстер), Нил Уотсон (концертмейстер), Сэмюэл Артис, Уильям Браун, Томас Кук, Терри Мортон, Джек Стедман, Дональд Стюарт, Томас Свифт, Дэвид Уильямс, Р. Кларк, Г. Крис, Д. Ллевеллин
Альты
Александр Тейлор (концертмейстер), Брайан Кларк (концертмейстер), Питер Норрисс (заместитель концертмейстера), Патрик Хули, Майкл Митчелл, Дэвид Хьюм, Уильям Сэмптон, Патрик Вермонт, Уильям Красник, Эрик Катбертсон
Виолончели
Дуглас Каммингс (концертмейстер), Морис Мейлин (концертмейстер), Рэй Адамс (заместитель концертмейстера), Джек Лонг, Кен Лоу, Дуглас Паури, Фрэнсис Сондерс, Клайв Гиллинсон, Том Сторер, К. Глоссоп
Контрабасы
Брюс Моллинсон (концертмейстер), Артур Гриффитс (заместитель концертмейстера), Джон Купер, Джеральд Ньюсон, Пашанко Димитрофф, Гулсон Нил
Флейты
Ричард Тейлор (концертмейстер), Лоури Сандерс, Фрэнсис Нолан
Гобои
Роджер Лорд (концертмейстер), Энтони Камден (концертмейстер)
Кларнеты
Дж. Браймер (концертмейстер), Рональд Мур, Р. Джовитт
Фаготы
Роберт Буртон (концертмейстер), Питер Фрэнсис
Валторны
Дэвид Криппс (концертмейстер), Джон Рук (заместитель концертмейстера), Энтони Чиделл, Грэм Уоррен, Джеймс Куэйф, Джеймс Браун, С. Рединг, Дж. Баттерворт
Трубы
Морис Мерфи (концертмейстер), Уильям Ланг, Норман Арчибальд, Р. Изен
Тромбоны
Д. Вик (концертмейстер), Эрик Крис (концертмейстер), Фрэнк Матисон
Тубы
Дж. Флетчер (концертмейстер), Стивен Вик
Литавры
Курт-Ганс Гоедике (концертмейстер)
Перкуссии
Майкл Фрай (концертмейстер), Рэй Норткотт
Арфы
Рената Шеффель-Штайн (концертмейстер), Дж. Марсон
Фортепиано/Челеста
Роберт Нобл (концертмейстер), М. Раунд

## Последующие выпуски

### История выпусков
| Название                                                              | Дата выпуска в США | Лейбл          | Формат                   |
| --------------------------------------------------------------------- | ------------------ | -------------- | ------------------------ |
| Star Wars-Original Soundtrack                                         | июнь 1977          | 20th Century   | Двойной-LP               |
| Star Wars-Original Soundtrack                                         | 1986               | Polydor        | CD                       |
| Star Wars Trilogy: The Original Soundtrack Anthology                  | 1993               | Arista         | CD                       |
| Star Wars Episode IV: A New Hope (Original Motion Picture Soundtrack) | 1997               | RCA Victor     | Двойной CD               |
| Star Wars Episode IV: A New Hope (Original Motion Picture Soundtrack) | 2004               | Sony Classical | Двойной CD               |
| The Music of Star Wars: 30th Anniversary Collector’s Edition          | 6 ноября 2007      | Sony Classical | CD                       |
| Star Wars: The Ultimate Soundtrack Collection                         | 8 января 2016      | Sony Classical | CD, LP, цифровой         |
| Star Wars: A New Hope-40th Anniversary Box Set                        | 1 декабря 2017     | Walt Disney    | Обновленный 3-LP         |
| Star Wars: A New Hope (Original Motion Picture Soundtrack)            | 4 мая 2018         | Walt Disney    | Обновленный CD, цифровой |

### Выпуск 1986 года
Первый выпуск на CD от Polydor Records в 1986 году. По содержанию и упаковке он идентичен релизу LP.
Первый диск
1. «Main Title» — 5:21
2. «Imperial Attack» — 6:16
3. «Princess Leia’s Theme» — 4:22
4. «The Desert and the Robot Auction» — 2:52
5. «Ben’s Death and TIE Fighter Attack» — 3:46
6. «The Little People Work» — 4:01
7. «Rescue of the Princess» — 4:46
8. «Inner City» — 4:13
9. «Cantina Band» — 2:45

Диск второй
1. «The Land of the Sandpeople» — 2:49
2. «Mouse Robot and Blasting Off» — 4:01
3. «The Return Home» — 2:45
4. «The Walls Converge» — 4:32
5. «The Princess Appears» — 4:03
6. «The Last Battle» — 12:06
7. «The Throne Room and End Title» — 5:27

### Star Wars Trilogy: The Original Soundtrack Anthology
В 1993 году 20th Century Fox Film Scores выпустили бокс-сет из четырёх CD дисков, содержащий музыку из оригинальной трилогии «Звёздных войн». Этот выпуск впервые ознаменовался тем, что полное содержание оригинальных двойных LP-релизов музыки первых двух фильмов стало доступно на CD. Первый диск в серии был посвящен «Звёздным войнам», а остальные треки — на четвертом.
Поскольку каждая реплика записывается несколько раз, обычно с различными оркестровыми различиями, окончательное решение о том, какие фрагменты используются и/или как они редактируются для создания треков, принимал музыкальный редактор Кеннет Ваннберг. В промежутке между оригинальным релизом LP и выпуском Anthology эта разбивка была потеряна. Из-за этого многие реплики, используемые в Anthology, не совпадают. Это наиболее очевидно по реплике «The Throne Room». Кроме того, треки были переупорядочены, чтобы лучше соответствовать их хронологическому порядку в фильме.
| №   | Название                                           | Длительность |
| --- | -------------------------------------------------- | ------------ |
| 1.  | «20th Century Fox Fanfare с CinemaScope Extension» |              |
| 2.  | «Main Title»                                       |              |
| 3.  | «Imperial Attack»                                  |              |
| 4.  | «The Desert/The Robot Auction»                     |              |
| 5.  | «The Little People Work»                           |              |
| 6.  | «The Princess Appears»                             |              |
| 7.  | «The Land of the Sand People»                      |              |
| 8.  | «The Return Home»                                  |              |
| 9.  | «Inner City»                                       |              |
| 10. | «Mouse Robot/Blasting Off»                         |              |
| 11. | «Rescue of the Princess»                           |              |
| 12. | «The Walls Converge»                               |              |
| 13. | «Ben’s Death/TIE Fighter Attack»                   |              |
| 14. | «Princess Leia’s Theme»                            |              |
| 15. | «The Last Battle»                                  |              |
| 16. | «The Throne Room/End Title»                        |              |

| №   | Название                                           | Длительность |
| --- | -------------------------------------------------- | ------------ |
| 1.  | «20th Century Fox Fanfare с CinemaScope Extension» |              |
| 2.  | «Star Wars Main Title» (Alternate)                 |              |
| 4.  | «A Hive of Villainy»                               |              |
| 5.  | «Destruction of Alderaan»                          |              |
| 10. | «Cantina Band»                                     |              |
| 12. | «Cantina Band #2»                                  |              |
| 15. | «Standing By»                                      |              |

Альтернативную версию Главной темы «Звёздных войн» можно услышать в финальных титрах «Звёздных войн: Скайуокер. Восход» и включена в саундтрек к фильму.

### Переиздания специальных изданий 1997 и 2004 годов
Выпуск 1997 года включает в себя музыку к фильму, а также включает расширенные и неизданные треки.
| №                   | Название | Длительность |
| ------------------- | --- | ------------ |
| 1.                  | «20th Century Fox Fanfare» (Альфред Ньюман, 1954)                                                                                          | 0:22         |
| 2.                  | «Main Title/Rebel Blockade Runner» | 2:14         |
| 3.                  | «Imperial Attack» | 6:42         |
| 4.                  | «The Dune Sea of Tatooine/Jawa Sandcrawler»                                                                                                | 5:01         |
| 5.                  | «The Moisture Farm» | 2:25         |
| 6.                  | «The Hologram/Binary Sunset» | 4:08         |
| 7.                  | «Landspeeder Search/Attack of the Sand People»                                                                                             | 3:20         |
| 8.                  | «Tales of a Jedi Knight/Learn About the Force»                                                                                             | 4:28         |
| 9.                  | «Burning Homestead» | 2:50         |
| 10.                 | «Mos Eisley Spaceport» | 2:16         |
| 11.                 | «Cantina Band» | 2:46         |
| 12.                 | «Cantina Band #2» | 3:54         |
| 13.                 | «Binary Sunset» (Alternate) (содержит скрытый трек "Star Wars Main Title" [дубль 19] (полная версия записи сессия; занимает 16-20 дублей)) | 16:59        |
| Общая длительность: | Общая длительность: | 57:33        |

| №                   | Название                                                                                                  | Длительность        |
| ------------------- | --- | ------------------- |
| 1.                  | «Princess Leia’s Theme»                                                                                   | 4:27                |
| 2.                  | «The Millennium Falcon/Imperial Cruiser Pursuit»                                                          | 3:51                |
| 3.                  | «Destruction of Alderaan»                                                                                 | 1:32                |
| 4.                  | «The Death Star/The Stormtroopers»                                                                        | 3:35                |
| 5.                  | «Wookiee Prisoner/Detention Block Ambush»                                                                 | 4:01                |
| 6.                  | «Shootout in the Cell Bay/Dianoga»                                                                        | 3:48                |
| 7.                  | «The Trash Compactor»                                                                                     | 3:06                |
| 8.                  | «The Tractor Beam/Chasm Crossfire»                                                                        | 5:18                |
| 9.                  | «Ben Kenobi’s Death/TIE Fighter Attack»                                                                   | 3:51                |
| 10.                 | «The Battle of Yavin" - I. "Launch from the Fourth Moon" - II. "X-Wings Draw Fire" - III. "Use the Force» | 9:06 1:11 3:22 4:33 |
| 11.                 | «The Throne Room/End Title»                                                                               | 5:37                |
| Общая длительность: | Общая длительность:                                                                                       | 48:16               |

### Переиздания Disney 2017 и 2018 годов
Walt Disney Records переиздал оригинальный альбом саундтрека 1977 года в цифровых форматах и потоковых сервисах 1 января 2017 года и на записи LP 1 декабря 2017 года, чтобы совпасть с сороковой годовщиной фильма в том же году. Переиздание LP включало в себя ремастированный саундтрек, художественную голограмму с ручной гравировкой и 48-страничную книгу, содержащую производственные фотографии, заметки из вкладышей и эссе о Джоне Уильямсе и музыке из «Звёздных войн».
4 мая 2018 года Disney выпустила обновленное издание оригинальной программы для альбомов 1977 года на CD, в виде цифровых загрузок и потоковых сервисов. Этот ремастер был вновь собран Шоном Мерфи и Skywalker Sound из самых качественных доступных мастер-лент, а не мастер-дисков альбома 1977 года. На этих переизданиях финальный трек («The Throne Room and End Title») представлен с правильной скоростью и высотой тона, слегка ускоренный по сравнению с оригинальными LP, CD и релизами Sony 2016 года.

## Награды
- Премия «Оскар» за лучшую музыку к фильму (1977)
- Премия «Золотой глобус» за лучшую музыку к фильму (1977)
- Премия BAFTA за лучшую музыку к фильму (1978)
- Премия «Грэмми» за лучший саундтрек для визуальных медиа (1978)
- Премия «Грэмми» за лучшее инструментальное исполнение (1978) — за Main Title
- Премия «Грэмми» за лучшее инструментальное поп-исполнение (1978)
- Премия «Сатурн» за лучшую музыку (1977) — совместно с Близкие контакты третьей степени
- Лучшая музыка в американских фильмах за 100 лет по версии AFI (2005)

### Сертификации
| Регион | Сертификация | Продажи   |
| --- | ------------ | --------- |
| Великобритания (BPI) | Золотой      | 100 000^  |
| США (RIAA) | Платиновый   | 1 000 000 |
| * Данные о продажах приведены только на основе сертификации. ^ Данные о тиражах приведены только на основе сертификации. |              |           |

## Оригинальный журнал записи
Музыка «Звёздных войн» была записана в течение восьми дней в марте 1977 года. В выпуске саундтрека к специальному изданию RCA Victor 1997 года подробно рассматривался журнал записи всех реплик в фильме.
| Записанный дубль | Название реплики   | Выбранный дубль | Порядок в фильме |
| ---------------- | ------------------ | --------------- | ---------------- |
| 1—7              | Chasm Crossfire    | 5, 7            | 31               |
| 8—10             | The Death Star     | 10              | 23               |
| 11—15            | Ben Kenobi’s Death | 13, 15          | 32               |
| 16—20            | Main Title         | 18, 19, 20      | 1                |
| 21—23            | The Hologram       | 22              | 8                |

| Записанный дубль | Название реплики          | Выбранный дубль | Порядок в фильме |
| ---------------- | ------------------------- | --------------- | ---------------- |
| 24—27            | Shootout in the Cell Bay  | 26, 27          | 27               |
| 28-40            | Princess Leia’s Theme     | 33, 40          | N/A              |
| 41—50            | Imperial Attack (Part 1)  | 44, 50          | 2                |
| 51—53            | The Tractor Beam          | 53              | 30               |
| 54—55            | Binary Sunset (Alternate) | N/A             | N/A              |

| Записанный дубль | Название реплики               | Выбранный дубль | Порядок в фильме |
| ---------------- | ------------------------------ | --------------- | ---------------- |
| 56—58            | Learn About the Force (Part 2) | 58              | 15               |
| 59—63            | Burning Homestead              | 62, 63          | 16               |
| 64—67            | Wookiee Prisoner               | 67              | 25               |
| 68—72            | Learn About the Force (Part 1) | 72              | 14               |

| Записанный дубль | Название реплики | Выбранный дубль | Порядок в фильме |
| ---------------- | ---------------- | --------------- | ---------------- |
| 73—80            | Cantina Band     | 76              | 18               |
| 81—82            | Cantina Band #2  | 81              | 19               |

| Записанный дубль | Название реплики                | Выбранный дубль | Порядок в фильме |
| ---------------- | ------------------------------- | --------------- | ---------------- |
| 83—86            | X-Wings Draw Fire               | 85, 86          | 35               |
| 87—92            | Landspeeder Search              | 92              | 10               |
| 93—94            | Tales of a Jedi Knight (Part 2) | N/A             | N/A              |
| 95—97            | Tie Fighter Attack              | 95, 97          | 33               |
| 98—105           | The Trash Compactor             | 101, 102        | 29               |
| 106—109          | Tales of a Jedi Knight (Part 2) | 109             | 13               |
| 110—114          | The Stormtroopers               | 114             | 24               |
| 115—116          | Dianoga                         | 116             | 28               |
| 117—122          | Tales of a Jedi Knight (Part 1) | 122             | 12               |
| 123—126          | The Moisture Farm (Part 2)      | 126             | 7                |

| Записанный дубль | Название реплики            | Выбранный дубль    | Порядок в фильме |
| ---------------- | --------------------------- | ------------------ | ---------------- |
| 127—133          | The Throne Room             | 132, 133           | 37               |
| 134—143          | End Title                   | 136, 137, 142, 143 | 38               |
| 144—149          | Dune Sea of Tatooine        | 149                | 4                |
| 150—154          | Detention Block Ambush      | 153, 154           | 26               |
| 155—162          | Launch from the Fourth Moon | 162                | 34               |
| 163—167          | Imperial Attack (Part 2)    | 165, 167           | 3                |
| 168—172          | Destruction of Alderaan     | 172                | 22               |
| 173—175          | The Millennium Falcon       | 175                | 20               |

| Записанный дубль | Название реплики           | Выбранный дубль | Порядок в фильме |
| ---------------- | -------------------------- | --------------- | ---------------- |
| 176—180          | Use the Force              | 178, 180        | 36               |
| 181—185          | Mos Eisley Spaceport       | 184, 185        | 17               |
| 186—188          | Jawa Sandcrawler           | 186, 187, 188   | 5                |
| 189—197          | The Moisture Farm (Part 1) | 194, 197        | 6                |
| 198—202          | Binary Sunset (Revised)    | 202             | 9                |

| Записанный дубль | Название реплики          | Выбранный дубль | Порядок в фильме |
| ---------------- | ------------------------- | --------------- | ---------------- |
| 203—209          | Imperial Cruiser Pursuit  | 205, 206, 209   | 21               |
| 210—214          | Attack of the Sand People | 213, 214        | 11               |
| 215—219          | End Title (Crossover)     | 219             | 38               |